# Odins Bro
Odins Bro er en bro over Odense Kanal nord om Odense. Broen er en del af en 900 meter samlet broforbindelse, som forlænger Rismarksvej (Ringvej 2) fra Otterupvej til Havnegade og videre til Ejbygade. Broen er en 28,14 meter bred dobbelt drejebro med en firesporet vejbane og en dobbeltrettet cykelsti langs den nordlige side af broen. Broen er Nordeuropas største svingbro med en samlet spændvidde på næsten 200 meter og er dermed et markant vartegn for indsejlingen til Odense Havn.
Broen blev indviet 15. juni 2014 og ventedes at koste ca. 225 mio. kroner, hvoraf staten betalte 125 mio.
Rådmand Jan Boye tog den 28. maj 2010 det første spadestik.

## Broens navn
Broens navn blev fundet via en navnekonkurrence, hvor der indløb over 120 forslag. Valget faldt således på Odins Bro, der blev foreslået af Villy Falck Hansen med den begrundelse, at navnet Odense stammer fra Odin og at Odense tidligere har haft et bygningsværk, der bar Odins navn, Odinstårnet.

## Broforbindelsen
Broforbindelsen består ud over selve Odins Bro af en række mindre broer og dæmninger. På vestsiden starter forbindelsen ved Otterupvej, hvor der anlægges en 280 meter lang dæmning over Stavis Å. Herefter fortsættes med en 280 meter lang bro henover Bispeengen frem til Odins Bro, som udføres som en dobbelt svingbro med en samlet spændvidde på næsten 200 meter, med krydsning af den 80 meter brede Odense Kanal. På østsiden er tilsvarende et mindre brotilslutningsfag og en kort dæmning, der kobler vejen til et nyetableret nedgravet vejforløb mod Ejbygade.
Broforbindelsen på den vestlige side løber henover et lavt miljøbeskyttet engområde, der er derfor foretaget en del tiltag for at sikre dyrelivet i området. Bl.a. er der i den vestlige dæmning etableret en tunnel ved Stavis Å for at sikre faunapassage. På østsiden er vejforbindelsen udgravet under terræn for at mindske støjpåvirkning for de omkringliggende boligområder.
Gennemsejlingshøjde: I lukket tilstand har broen en fri gennemsejlingshøjde på 6,0 m ved daglig vande i hele kanalens bredde.